# Dennise Antes
Dennise Maribel Antes Castillo (ur. 22 października 1992) – ekwadorska zapaśniczka. Piąta na igrzyskach panamerykańskich i mistrzostwach panamerykańskich w 2015. Złota medalistka mistrzostw Ameryki Południowej w 2012, srebrna w 2013 i brązowa w 2015 roku.
Jej siostry Lissette Antes i Mayra Antes są również zapaśniczkami.